# Cal Russell
Calvin Felday Russell (Rhodézia (ma Zimbabwe), Salisbury (ma Harare), 1949. november 10. –) kanadai jégkorongozó, edző.

## Élete
A mai Zimbabwe fővárosában született, de 5 évesen Angliába költözött a szüleivel, majd 2 évvel később Kanadába. Ott kezdett el jégkorongozni. Komolyabb junior karrierje az OHA-Jr-ban kezdődött 1967-ben, a Hamilton Red Wingsben és 1969 volt a csapat tagja. Az 1969-es NHL-amatőr drafton a Minnesota North Stars választotta ki a 8. kör 78. helyén. A National Hockey League-ben sosem játszott. Felnőtt pályafutását ezután kezdte a Central Hockey League-es Iowa Starsban, ami egy nagyon rövid életű csapat volt, ezért az OHA felnőtt ligába ment játszani, az Oakville Oaksba. 1972-ben átköltözött Európába, Nyugat-Németországba és az EV Rosenheimben játszott egészen 1977-ig. Ekkor Ausztráliába költözött és ott töltött egy évet a Durham Huskiesben. A visszavonulás után Ausztráliában lett edző és sok évig dolgozott az országban.